# Garypinus
Garypinus es un género de arácnido del orden Pseudoscorpionida de la familia Olpiidae.

## Especies
Las especies de este género son:
- Garypinus afghanicus Beier, 1959
  - Garypinus afghanicus afghanicus
  - Garypinus afghanicus minor
- Garypinus asper Beier, 1955
- Garypinus dimidiatum (L. Koch, 1873)
- Garypinus dimidiatus (Koch, 1873)
- Garypinus electri Beier, 1937 †
- Garypinus mirabilis With, 1907
- Garypinus nicolaii Mahnert, 1988
- Garypinus nobilis With, 1906